# Костел Фатимської Божої Матері (Конотоп)
Костел Фатимської Божої Матері — римо-католицький храм у Конотопі, що належить до Харківсько-Запорізької дієцезії. Освячений 17 вересня 2005 року. Церквою завідує чернечий орден францисканців.

## Історія
Наприкінці 1990-х років конотопські римо-католики, що походять переважно із Західної України, почали проводити богослужіння на приватній квартирі. 23 травня 2000 року на земельній ділянці за вулицею Клубною відбулася перша служба, згодом розпочато будівництво нового храму.
17 вересня 2005 єпископ Станіслав Падевський освятив храм, збудований на пожертву Д. Вулсі — молодого вірянина з парафії у Колорадо-Спрінгс, який побажав зробити благодійний внесок на церковні потреби на пам'ять про свою передчасно померлу дружину.
За часи існування парафії в ній служили різні отці, серед яких: будівничий храму та парафії о. Станіслав Танатаров, о. Андрій Гаєвський, о. Віктор Вонсович, о. Іван Піщик, о. Михаїл Мірошник. До 5 травня 2016 року протягом 9 років у парафії служив о. Збігнєв Козловські. З 21 серпня 2016 року парафією опікуються брати-францисканці на чолі з настоятелем о. Ромуальдом і його помічником о. Флоріаном.

## Покликання
- Конотоп. Костел Фатимської Божої Матері. [Архівовано 6 березня 2019 у Wayback Machine.] Римо-католицька церква в Україні.